# Styracaster monacanthus
Styracaster monacanthus är en sjöstjärneart som beskrevs av Ludwig 1907. Styracaster monacanthus ingår i släktet Styracaster och familjen Porcellanasteridae. Inga underarter finns listade i Catalogue of Life.